# Avathar
Avathar er et finsk black/folk metal-band, stiftet i 2000, men først rigtig aktive fra 2003, af Scatcha og Harri "Witch King" Hyytiäinen. Bandet bestod kun af de to frem til sommeren 2005, hvorefter der blev hyret flere musikere.
Bandet er opkaldt efter et sted i J.R.R. Tolkiens eventyr: Avathar er et mørkt stykke land i det sydlige Aman mellem bjergene og havet. Det var Ungoliants hjem, før hun drog til Midgård med Melkor som beskrevet i Silmarillion.

## Medlemmer
- Scatcha – keyboard, vokal
- Harri "Witch King" Hyytiäinen – vokal (tidligere også guitar, bas og trommer)
- Dain – guitar
- T. "Dragon Hunter" Landen – guitar
- Miriel – vokal
- Anfauglir – bas
- Daeron – trommer (2007-), guitar (2005-2007)

### Tidligere medlemmer
- Thalion – trommer (2005-2007)
- Nea "Emerwen" Heino – keyboards (2005-2009)
- Bolg – bas (2007-2010)
- Finduilas – vokal (2007-2009)

## Diskografi

### Studiealbum
- 2004: Where Light and Shadow Collide
- 2004: Shadows

### Demoer
- 2005: A Storm Coming
- 2006: Where Wicked Winds Blow
- 2007: Beyond the Spheres of the Mortal World
- 2008: To the Halls of Await
- 2008: From the Other Side
- 2008: For What Dwells Behind the Mist
- 2009: Forlorn
- 2010: Dark Paths

## Fodnoter
1. 1 2  Avathar på Encyclopaedia Metallum